# Reinhardtia
Ne doit pas être confondu avec Reinwardtia.
Genre
Classification phylogénétique
Espèces de rang inférieur
- Reinhardtia gracilis
- Reinhardtia koschnyana
- Reinhardtia latisecta
- Reinhardtia paiewonskiana
- Reinhardtia simplex

Reinhardtia est un genre de la famille des Arecaceae (Palmiers) comportant des espèces originaires du sud du Mexique et du nord de la Colombie.

## Classification
- Famille des Arecaceae
  - Sous-famille des Arecoideae
    - Tribu des Reinhardtieae

Le genre Reinhardtia est le seul représentant de la tribu Reinhardtieae.

## Espèces
- Reinhardtia elegans Liebm., Overs. Kongel. Danske Vidensk. Selsk. Forh. Medlemmers Arbeider 1845: 9 (1846).
- Reinhardtia gracilis (H.Wendl.) Burret, Notizbl. Bot. Gart. Berlin-Dahlem 11: 554 (1932).
- Reinhardtia koschnyana (H.Wendl. & Dammer) Burret, Notizbl. Bot. Gart. Berlin-Dahlem 11: 554 (1932).
- Reinhardtia latisecta (H.Wendl.) Burret, Notizbl. Bot. Gart. Berlin-Dahlem 11: 554 (1932).
- Reinhardtia paiewonskiana Read, Zanoni & M.M.Mejía, Brittonia 39: 20 (1987).
- Reinhardtia simplex (H.Wendl.) Burret, Notizbl. Bot. Gart. Berlin-Dahlem 11: 554 (1932).